# 강착원반
강착원반(降着圓盤, accretion disk 어크리션 디스크[*], 문화어: 내려앉는원반) 또는 '응축원반'은 중심물체의 주위로 궤도 운동하는 확산 물질에 의해 형성되는 구조이다. 중심 물체는 전형적으로 원시별, 백색 왜성, 중성자별, 또는 블랙홀이다. 원반 내의 불안정성은 각운동량을 재분배하며 디스크 내의 물질을 중앙 물체로 안쪽으로 나선방향으로 움직이게 한다.
예를 들어 욕조에 물을 가득 담았다고 하자. 물을 담은 욕조의 배수구를 열면 배수구 주위에 있던 물이 빙글빙글 돌면서 배수구로 빨려들어간다. 이와 마찬가지로 블랙홀에 빨려들어가면서 만들어지는 원반같은 형상을 강착원반 이라고 한다.
이 과정에서 나온 중력 에너지는 열로 변환되고 전자기 방사(放射)의 형태로 디스크 표면에서 방출된다. 그 방사의 주파수 영역은 중심 물체에 의존한다. 원시별의 강착원반은 적외선을 방출하며, 중성자별과 블랙홀은 엑스선을 방사한다.  한편 이러한 경우에도 빛들은 압력을 가지고 이를 행사하는 것으로 알려져있다.

## 쌍성계의 블랙홀
| |
| 천체 예술가가 상상하여 표현한 주계열성과 블랙홀의 쌍성계. 쌍성 중 하나인 주계열성에서 흘러나온 물질이 다른 하나인 블랙홀의 주위에 강착원반을 형성하고 있다. |

이러한 블랙홀을 갖는 쌍성계는 적지 않은데 그중 백조자리 X-1은 최초로 발견된 경우이다. 한편 이러한 경우의 블랙홀에서 에너지 기둥이 상하로 발산되는것으로 과학자들은 계산하고있다.

## 같이 보기
- 블랙홀
- 퀘이사
- 제임스 웨브 우주망원경